# رينيه اندرز
رينيه اندرز (بالألمانية: René Enders)‏ مواليد 13 فبراير 1987 في ألمانيا، هو دراج ألماني. شارك في دورة الألعاب الأولمبية الصيفية وفاز بميدالية أولمبية.

## الميداليات
| الميدالية | المسابقة                       |
| --------- | ------------------------------ |
| برونزية   | الألعاب الأولمبية الصيفية 2008 |
| برونزية   | الألعاب الأولمبية الصيفية 2012 |

## روابط خارجية
- رينيه اندرز على موقع الاتحاد الدولي للدراجات (الإنجليزية)
- رينيه اندرز على موقع أرشيف الدراجات (الإنجليزية)
- رينيه اندرز على موقع CycleBase (الإنجليزية)
- رينيه اندرز على موقع أوليمبيديا (الإنجليزية)
- رينيه اندرز على موقع اللجنة الأولمبية الألمانية (الألمانية)